# هیلو: نبرد تکامل
هیلو: نبرد تکامل‌یافته (به انگلیسی: Halo: Combat Evolved) یک بازی ویدئویی در سبک تیراندازی اول شخص بوده که توسط استودیو بازی‌سازی بانجی طراحی و استودیو مایکروسافت آن را منتشر کرد. این بازی، نخستین نسخه از مجموعه بازی‌های مشهور و پرفروش هیلو است. نخستین انتشار بازی، به ۱۵ نوامبر ۲۰۰۱ بازمی‌گردد که مایکروسافت، این بازی را برای کنسول اکس‌باکس، در ایالات متحده عرضه کرد. نسخه پال این بازی در ۱۴ مارس ۲۰۰۲ وارد بازار شد. موفقیت این سری، سبب شد تا در ادامه، بازی برای کنسول‌ها و سیستم‌های دیگری چون مایکروسافت ویندوز، مک‌اواس و دانلود برای اکس‌باکس ۳۶۰ نیز طراحی شود.
رویدادهای بازی، در قرن ۲۶ رخ می‌دهد. بازیباز، کنترل شخصیت مستر چیف را برعهده دارد. مستر چیف، یک فرا جنگجوی سایبرنتیک است. نسخه‌ای بازسازی شده دارای وضوح بالا تحت عنوان هیلو: سالگرد نبرد تکامل‌یافته، به مناسبت دهمین سالگرد عرضه عنوان اصلی برای کنسول اکس‌باکس ۳۶۰ در سال ۲۰۱۱ منتشر شد.
| گردآورنده  | امتیاز                                                       |
| ---------- | ------------------------------------------------------------ |
| گیم‌رنکینگز | Xbox: ۹۵٫۵۸٪ (برگرفته از ۹۰ نقد) PC: ۸۶٪ (برگرفته از ۶۲ نقد) |
| متاکریتیک  | Xbox: ۹۷٪ (برگرفته از ۶۸ نقد) PC: ۸۳٪ (برگرفته از ۴۰ نقد)    |

| ناشر                    | امتیاز                                  |
| ----------------------- | --------------------------------------- |
| اج                      | ۱۰/۱۰                                   |
| الکترونیک گیمینگ مانثلی | ۱۰/۱۰ جایزه اختصاصی، بازی سال           |
| فامیتسو                 | ۳۲/۴۰                                   |
| گیم اینفورمر            | ۹٫۵/۱۰                                  |
| گیم‌اسپات                | ۹٫۷/۱۰. به انتخاب نویسنده               |
| گیم‌اسپای                | ۸۵/۱۰۰                                  |
| آی‌جی‌ان                  | ۹٫۷/۱۰ به انتخاب نویسنده، بازی سال ۲۰۰۱ |

| ناشر | جایزه                                                                                |
| ---- | ------------------------------------------------------------------------------------ |
|      | ۲۰۰۲ جایزه انتخاب سازندگان بازی: بهترین صداگذاری                                     |
|      | پنجمین سالیانه جایزه دستاوردهای تعاملی: بازی کنسولی سال، بهترین بازی سبک اکشن ادونچر |
|      | ۲۰۰۰ جایزه منتقدان بازی: بهترین بازی اکشن                                            |